# The Woman Between Friends
The Woman Between Friends er en amerikansk stumfilm fra 1918 af Tom Terriss.

## Medvirkende
- Alice Joyce - Cecelie
- Marc McDermott - John Drene
- Robert Walker - Jack Graylock
- Edith Speare
- Katherine Lewis
- Mary Maurice
- A. B. Conkwright
- Bernard Seigel